# Tribunal Russell

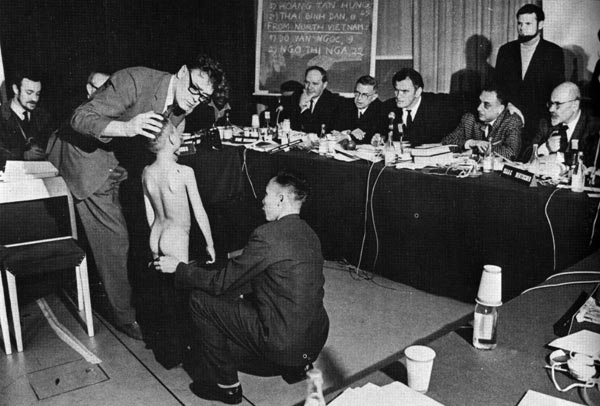
Do Van Ngoc, un niño vietnamita de nueve años, muestra sus heridas por napalm al Tribunal Rusell en 1967.

El Tribunal Russell, también conocido con el nombre de Tribunal Internacional sobre Crímenes de Guerra o Tribunal Russell-Sartre, fue un tribunal de opinión internacional e independiente, establecido en 1966 por el filósofo y matemático británico Bertrand Russell y el intelectual francés Jean-Paul Sartre para investigar y evaluar la intervención de Estados Unidos en Vietnam.
Bertrand Russell justificó la creación de este organismo de la siguiente manera:

“Si ciertos actos de violación de tratados son crímenes, se trata de crímenes, sin importar que los cometan Estados Unidos o Alemania. No estamos preparados para estipular una norma de conducta criminal contra otros que no estemos dispuestos a invocar contra nosotros.” 
Robert H. Jackson, Fiscal Jefe durante los Juicios de Núremberg.

Posteriormente se establecieron varios tribunales de opinión siguiendo el modelo y tomando el nombre del Tribunal Russell: el Tribunal Russell II sobre Derechos Humanos bajo las dictaduras en América Latina (Roma y Bruselas, 1974-1976), Tribunal Russell sobre los Derechos Humanos en Psiquiatría (Berlín, 2001), Tribunal Russell III sobre Derechos Humanos en la República Federal de Alemania (Fráncfort y Colonia, 1978-1979), Tribunal Russell IV sobre el Etnocidio de los Pueblos Amerindios (Rotterdam, 1980), Tribunal Russell sobre Congo (Rotterdam, 1982), Tribunal BRussells vinculado con el Tribunal Mundial sobre Irak (Bruselas, Estambul y Lisboa, 2003-2005), Tribunal  Russell  sobre  Palestina (Barcelona,  Londres,  Ciudad  del  Cabo,  Nueva  York y Bruselas, 2009-2014).
Estos tribunales contaron con la participación del escritor argentino Julio Cortázar, del premio Nobel de Literatura colombiano Gabriel García Márquez, del escritor y abogado chileno Armando Uribe, del político británico Ken Coates y del activista estadounidense Ralph Schoenman, entre otras muchas personalidades.

## El primer Tribunal Russell (1966-1967)

### Orígenes y composición
El Tribunal Russell se constituyó en noviembre de 1966 y se reunió un año después en dos sesiones: una en Estocolmo (Suecia) y otra en Copenhague (Dinamarca). Atrajo en gran medida la atención internacional, aunque no la de Estados Unidos, donde en general fue ignorado y tachado de juicio previsible, inútil y sesgado. La publicación del libro de Russell Crímenes de guerra en Vietnam tuvo lugar inmediatamente después de la formación de este organismo. 
En las dos sesiones de 1967 de este Tribunal —autodenominado formalmente «Tribunal internacional sobre Crímenes de Guerra»— participaron representantes de 28 países. El comité del Tribunal estaba formado por 25 personajes destacados, pertenecientes en su mayoría a organizaciones pacifistas. Muchas de estas personas habían sido galardonadas con el Premio Nobel, Medallas de Honor u otros reconocimientos en los campos humanitarios o sociales. Entre los 25 miembros del panel no había ningún representante de Vietnam ni de Estados Unidos, aunque algunos de ellos tenían nacionalidad estadounidense.
La respuesta de Vietnam del Norte a las atrocidades de las que se le acusaba en el best-seller Deliver Us From Evil despertó un gran interés. Este libro salió a la luz en 1956 y en él se daban a conocer las experiencias de Thomas Anthony Dooley, médico de la marina estadounidense durante la Operación Pasaje a la Libertad, en la que aproximadamente 90.000 vietnamitas cristianos fueron trasladados desde Vietnam del Norte a Vietnam del Sur. El libro recogía numerosas acusaciones contra los comunistas por las atrocidades ultrajantes que sufrieron estos refugiados. Una de las inculpaciones más escalofriantes fue que los comunistas perforaban con clavos las cabezas de los curas católicos vietnamitas para simular una “corona de espinas”.
Más de 30 personas testificaron o dieron información a este Tribunal; entre ellas se contaban tanto personal militar de los Estados Unidos como de las facciones enfrentadas en Vietnam.

### Miembros del Tribunal
- Bertrand Russell (presidente honorario del Tribunal): activista por la paz, filósofo y matemático.
- Jean-Paul Sartre (presidente ejecutivo del Tribunal): filósofo.
- Vladimir Dedijer (director del Tribunal y presidente de las sesiones): graduado en Oxford University, Doctor en Jurisprudencia e historiador.
- Wolfgang Abendroth: Doctor en Jurisprudencia y profesor de Ciencias Políticas en la Philipps-Universität Marburg.
- Gunther Anders: escritor y filósofo.
- Mehmet Ali Aybar: abogado de Derecho Internacional; miembro del Parlamento de Turquía y presidente del Partido turco de los trabajadores.
- James Baldwin: novelista y ensayista afroamericano.
- Julio Cortázar: escritor, novelista y ensayista.
- Lelio Basso: abogado de Derecho Internacional; diputado del Parlamento y miembro de la comisión de Asuntos Exteriores en Italia; profesor de la universidad de Roma y presidente del Partido Socialista Italiano de Unidad Proletaria (psiup en italiano).
- Simone de Beauvoir: escritora y filósofa.
- Lázaro Cárdenas: expresidente de México.
- Stokely Carmichael: presidente del Comité Coordinador Estudiantil No Violento (sncc por sus siglas en inglés).
- Lawrence Daly: secretario general de la Unión nacional de mineros en Reino Unido.
- David Dellinger: pacifista estadounidense; editor de la revista Liberation; Chairman, Fifth Avenue Parade Committee (comité que se encargaba de organizar manifestaciones en contra de la guerra de Vietnam).
- Isaac Deutscher: historiador.
- Haika Grossman: jurista y luchadora por la liberación de los judíos.
- Gisèle Halimi: abogada parisina; abogada defensora de Djamila Bouhired (nacionalista argelina) y autora de trabajos sobre la represión que Francia ejercía en Argelia.
- Amado V. Hernández: poeta laureado de las Filipinas; presidente del Partido democrático de los trabajadores y presidente en funciones de la National Organization of Philippine Writers (organización nacional de escritores filipinos).
- Melba Hernández: presidenta del Comité Cubano de Solidaridad con Vietnam, lo que hoy en día es la Asociación de Amistad Cuba-Vietnam.
- Mahmud Ali Kasuri: miembro de la Asamblea Nacional de Pakistán y abogado defensor de la Corte Suprema de Pakistán.
- Sara Lidman: escritora sueca.
- Kinju Morikawa: abogado y vicepresidente de la organización pro derechos humanos Japan Civil Liberties Union (unión japonesa por las libertades civiles).
- Carl Oglesby: antiguo presidente de Students for a Democratic Society (movimiento estudiantil contra la guerra de Vietnam); dramaturgo y ensayista político.
- Shoichi Sakata: profesor universitario de Física.
- Laurent Schwartz: profesor de Matemáticas en la universidad de París.
- Peter Weiss: dramaturgo y director de cine experimental.

### Objetivos del Tribunal
El Tribunal estipuló sus objetivos como sigue:
Hemos constituido un tribunal que, aunque como tal no tendrá poder para imponer sanciones, sí tendrá que responder a preguntas como las siguientes:
1. ¿Cometió el Gobierno de los Estados Unidos (y los Gobiernos de Australia, Nueva Zelanda y Corea del Sur) actos de agresión de acuerdo al derecho internacional?
2. ¿Usó o experimentó el ejército estadounidense con nuevos tipos de armas o armas prohibidas por el derecho de la guerra?
3. ¿Hubo bombardeos a objetivos de carácter exclusivamente civil, como por ejemplo, hospitales, colegios, sanatorios, embalses, etc.? ¿A qué escala ocurrió esto?
4. ¿Fueron los prisioneros vietnamitas víctimas de trato inhumano prohibido por el derecho de la guerra? En concreto: ¿sufrieron torturas o mutilaciones? ¿Hubo represalias injustificadas de la población civil como, por ejemplo, la ejecución de rehenes?
5. ¿Se crearon campos de trabajo forzado? ¿Hubo deportaciones de la población u otro tipo de acciones con el objetivo de exterminar la población y que desde un punto de vista jurídico se puedan caracterizar de genocidio?

Como se aprecia en la siguiente descripción de los objetivos e intenciones del Tribunal, se pidió a todas las personas –incluso de Vietnam, Camboya y Estados Unidos– que participaron en la guerra del sudeste asiático, que asistiesen y aportasen pruebas.
"Este Tribunal estudiará todas las pruebas que se le presenten sin importar la fuente o partido del que provengan. Las pruebas se pueden dar de forma oral o escrita. Toda prueba relevante para nuestros propósitos será escuchada o leída. (…) El Frente Nacional de Liberación de Vietnam y el Gobierno de la República Democrática de Vietnam nos han asegurado que cooperarán. (…) El jefe de Estado camboyano, el príncipe Sihanouk, ha ofrecido también su colaboración. (…) Invitamos al Gobierno de los Estados Unidos a presentar sus pruebas o a fomentar que éstas sean presentadas. Nuestro propósito es demostrar, sin miedo ni parcialidad, la absoluta verdad sobre esta guerra. Esperamos sinceramente que todos nuestros esfuerzos contribuyan a la justicia mundial, a restablecer la paz y a la liberación de los pueblos oprimidos."

### Conclusiones y veredicto del Tribunal
El Tribunal declaró las siguientes conclusiones:
1. ¿Cometió el Gobierno de los Estados Unidos (y los Gobiernos de Australia, Nueva Zelanda y Corea del Sur) actos de agresión de acuerdo al derecho internacional? Sí (unánimemente).
2. ¿Hubo –y en caso afirmativo, a qué escala– bombardeos a objetivos de carácter exclusivamente civil, como por ejemplo, hospitales, colegios, sanatorios, embalses, etc.? Sí (unánimemente). Declaramos culpable al Gobierno y ejército de los Estados Unidos por bombardear objetivos civiles de forma deliberada, sistemática y a gran escala. Como ataques a poblaciones civiles, viviendas, pueblos, embalses, diques, establecimientos médicos, colonias de leprosos, colegios, iglesias, pagodas y monumentos históricos y culturales. Asimismo, declaramos culpable de forma unánime, con una abstención, al Gobierno de los Estados Unidos por violaciones repetidas a la soberanía, neutralidad e integridad territorial de Camboya; ya que es el responsable de ataques contra la población civil camboyana en algunas ciudades y pueblos.
3. ¿Fueron Australia, Nueva Zelanda y Corea del Sur cómplices de los Estados Unidos en la agresión contra Vietnam violando el derecho internacional? Sí (unánimemente). Esta pregunta también atañe a los Gobiernos de Tailandia y otros países pero no se ha podido estudiar durante las sesiones de este Tribunal. En las siguientes sesiones, tenemos la intención de examinar los aspectos legales del problema y buscar pruebas de hechos incriminatorios.
4. ¿Es culpable el Gobierno de Tailandia de complicidad en las agresiones que Estados Unidos cometió contra Vietnam? Sí (unánimemente).
5. ¿Es culpable el Gobierno de Filipinas de complicidad en las agresiones que Estados Unidos cometió contra Vietnam? Sí (unánimemente).
6. ¿Es culpable el Gobierno de Japón de complicidad en las agresiones que Estados Unidos cometió contra Vietnam? Sí (por 8 a 3 votos). Los tres miembros del Tribunal que votaron en contra estaban de acuerdo en que el Gobierno de Japón ayuda considerablemente a Estados Unidos pero no creen que fuese cómplice del delito de agresión.
7. ¿Ha cometido el Gobierno de Estados Unidos agresión contra el pueblo de Laos de acuerdo a la definición que ofrece el derecho internacional? Sí (unánimemente).
8. ¿Usó o experimentó el ejército estadounidense con nuevos tipos de armas o armas prohibidas por el derecho de la guerra? Sí (unánimemente).
9. ¿Fueron los prisioneros capturados por el ejército estadounidense víctimas de un trato prohibido por el derecho de la guerra? Sí (unánimemente).
10. ¿Sometió el ejército estadounidense a la población civil a tratos inhumanos prohibidos en el derecho internacional? Sí (unánimemente).
11. ¿Es culpable Estados Unidos de genocidio contra el pueblo vietnamita? Sí (unánimemente).

En 1969, la Fundación para la Paz Bertrand Russell creó, en parte como respuesta a la matanza de My Lai, una comisión ciudadana de investigación (Citizens Commissions of Inquiry, CCI) para llevar a cabo juicios que documentasen los crímenes de guerra en Indochina. Las audiencias tuvieron lugar en varias ciudades de Estados Unidos y con el tiempo dieron origen a dos investigaciones de ámbito nacional: National Veterans Inquiry (investigación nacional de los veteranos de guerra), patrocinada por CCI y Winter Soldier Investigation (investigación de los soldados de invierno), patrocinada por Veteranos de Vietnam contra la guerra (VVAW por sus siglas en inglés).

## Tribunales posteriores

### Tribunal Russell sobre América Latina (1974-1976)
Al Tribunal Russell de 1966, le siguió otro conocido como Tribunal Russell II, , que se llevó a cabo en tres sesiones: Roma (1974), Bruselas (1975) y Roma (1976). Creado por el senador y profesor universitario Lelio Basso, su objetivo era investigar las violaciones de derechos humanos que se estaban cometiendo en países de Latinoamérica (en particular en los dictaduras de Brasil  y Chile, pero también de Bolivia, Uruguay, Argentina y de países centroamericanos).
Las sesiones que tuvieron lugar en Roma en 1974 estuvieron más centradas en las acusaciones de violación de derechos humanos que pesaban sobre la Junta Militar en Chile, presidida por el general Augusto Pinochet, y en la situación de Brasil. La secretaria del Tribunal Russell en Roma fue Linda Bimbi. En la Secretaría Científica del Tribunal Russell en Roma participaron, entre otros, el escritor Gabriel García Márquez, el historiador Vladimir Dedijer y el profesor universitario Marcello Ferrada de Noli; este último, además, dio testimonio público ante el Tribunal sobre su experiencia de cautivo en el campo de prisioneros de la Isla Quiriquina. Parte de su testimonio se reprodujo en una publicación científica de 1998.
Otras sesiones del Tribunal Russell II sobre la situación en Latinoamérica tuvieron lugar poco después en Bruselas (1975) y Roma de nuevo (1976). En la sesión de Bruselas, y entre otros intelectuales y pensadores latinoamericanos, se encontraba presente el expresidente de la República Dominicana Juan Bosch, llamado profesor y maestro por miembros del Tribunal, de la talla de García Márquez o Cortázar.

El Tribunal Russell II, del que se habla en esta historieta, es la prolongación del Tribunal Russell I, creado a iniciativa del famoso pensador inglés Bertrand Russell para investigar los crímenes cometidos por las tropas norteamericanas en Vietnam. Reunido en dos ocasiones (Roma, abril de 1974, y Bruselas, enero de 1975), el Tribunal Russell II se dedicó a investigar la situación imperante en diversos países de América Latina, y habrá de reunirse nuevamente para completar sus trabajos referentes a las múltiples violaciones de los derechos humanos y de los derechos de los pueblos en Brasil, Chile, Uruguay, Bolivia, Paraguay y otros países del continente latinoamericano.
Julio Cortázar, Fantomas contra los vampiros multinacionales, 1975.

Durante la sesión de clausura del Tribunal Russell II se anunció la creación de tres nuevas instituciones: International Foundation for the Rights and Liberations of Peoples (Fundación internacional por los derechos y libertades de los pueblos), International League for the Rights and Liberations of Peoples (Liga internacional por los derechos y libertades de los pueblos) y el Tribunal Permanente de los Pueblos.

### Tribunal Permanente de los Pueblos (1979)
El Tribunal Permanente de los Pueblos se estableció en Bolonia el 23 de junio de 1979. Desde sus inicios y hasta abril de 1984, el Tribunal pronunció dos dictámenes de carácter consultivo relativos al Sáhara Occidental y Eritrea, y se desarrolló en seis sesiones: Argentina, Filipinas, El Salvador, Afganistán I y II, Timor Oriental y Guatemala. La clausura tuvo lugar en Madrid en enero de 1983.
Entre los días 13 y 16 de abril de 1984, se llevó a cabo una sesión especial en Madrid para investigar el genocidio armenio. El panel de 35 miembros de este Tribunal estaba compuesto por tres nobeles (Sean MacBride, Adolfo Pérez Esquivel y George Wald), diez eminentes juristas, teólogos, profesores universitarios y figuras políticas. El jurado declaró culpable al estado de Turquía por el genocidio del pueblo armenio.

### Tribunal Russell sobre Irak (2003-2005)
Tres décadas después, el Tribunal Mundial sobre Irak (WTI por su sigla en inglés) siguió el modelo del Tribunal Russell inicial; fue creado para llevar a cabo un análisis similar del grupo Proyecto para el Nuevo Siglo Americano (o en inglés PNAC), de la invasión a Irak en el 2003 y la posterior ocupación de Irak, y de los vínculos entre ellos. Tuvo lugar en Bruselas, en el marco del Tribunal Mundial sobre Irak (WTI por sus siglas en inglés). El filósofo francés Jacques Derrida elogió esta acción:

Resucitar la tradición del Tribunal Russell es una iniciativa importante y necesaria –simbólicamente– que hay que llevar a cabo hoy en día.
Jacques Derrida

### Tribunal Russell sobre Palestina (2009-2014)
El Tribunal Russell sobre Palestina se creó en marzo de 2009.

### Tribunal Russell sobre Ucrania (2014)
El 13 de septiembre de 2014 se celebró en Venecia, Italia, una sesión preliminar del Tribunal Russell con el fin de analizar acusaciones sobre crímenes de guerra y grave violación a los derechos humanos por parte de Barack Obama, Anders Rassmussen, y Piotr Poroshenko en Ucrania del Este.

## Películas
- Russelltribunalen (2003). Dirigida por Staffan Lamm.

- Datos: Q1688021
- Multimedia: Russell Tribunal / Q1688021